# Ralung-Kloster
| Tibetische Bezeichnung                                                                                             |
| --- |
| Tibetische Schrift: ར་ལུང་དགོན།                                                                                      |
| Wylie-Transliteration: ra lung dgon; bshad sgrub chos 'khor gling                                                  |
| Andere Schreibweisen: Ralung Gön, Ralung Gompa, Shedrub Chökhor Ling, Shedrub Chokhor Ling, Shedrub Choekhor Ling, |
| Chinesische Bezeichnung                                                                                            |
| Vereinfacht: 热龙寺, 热垄寺, 主熱寺, 靴竹措格林寺                                                                  |

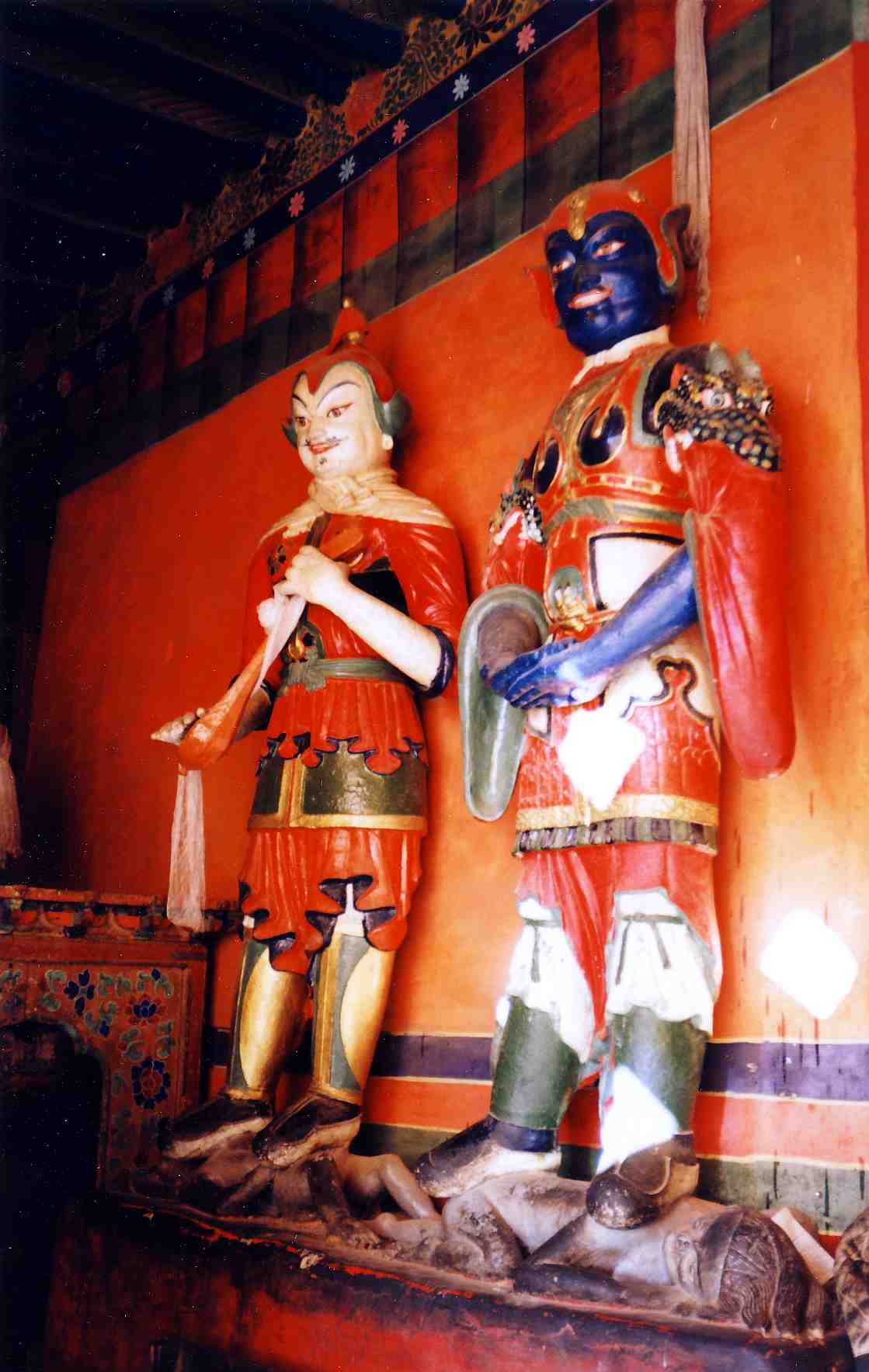
Schutzgötter - Ralung Gompa, Tibet (1993)

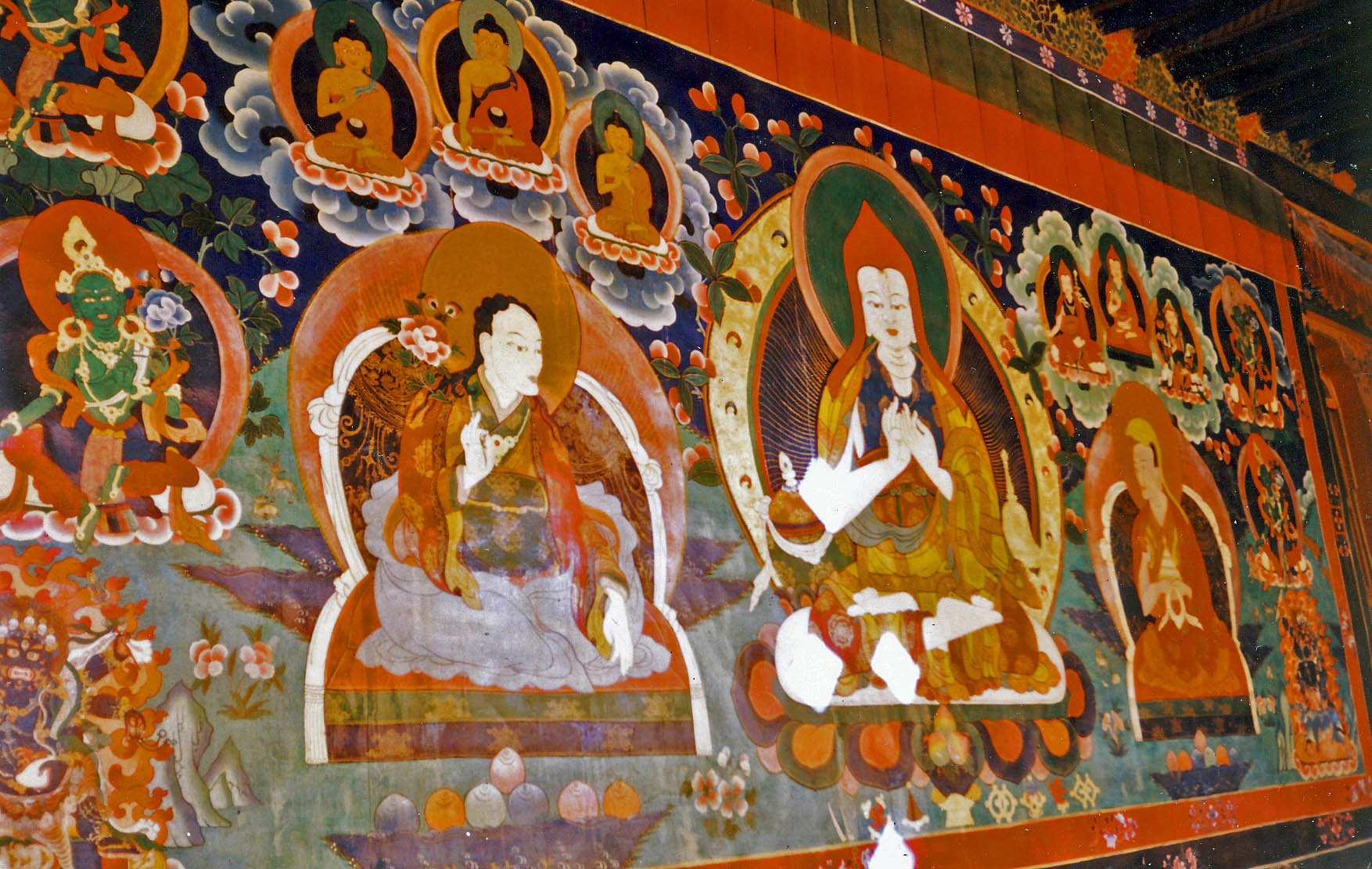
Wandgemälde mit Atisha in Ralung Gompa (1993)

Das Ralung-Kloster (tib. ra lung dgon) oder Shedrub Chökhor Ling (bshad sgrub chos 'khor gling) ist ein Kloster der Drugpa-Kagyü-Schule ( 'brug pa bka' brgyud), einer der sogenannten „acht kleineren Schulen“ der Kagyü-Schulrichtung des tibetischen Buddhismus (Vajrayana). Das Kloster wurde 1193 von Tsangpa Gyarepa (1161–1211), dem ersten Gyelwang Drugpa, in der westtibetischen Region Tsang  gegründet. Es liegt in der Gemeinde Ralung (ra lung) des Kreises Gyangzê (Gyantse) im Regierungsbezirk Xigazê (Shigatse) im Autonomen Gebiet Tibet der Volksrepublik China.
Die Klosteranlage wurde 1966 während der Chinesischen Kulturrevolution völlig zerstört. Seit 1984 wird sie in Teilen wieder aufgebaut.